# منتزلية بيضاء الأوراق
منتزلية بيضاء الأوراق (الاسم العلمي:Mentzelia leucophylla) هي نوع من النباتات تتبع جنس المنتزلية من الفصيلة اللواسية.